# Ballottage (politique)
Pour les articles homonymes, voir Ballottage.
Dans une élection au scrutin majoritaire à plusieurs tours, le ballottage (ou ballotage) est une situation dans laquelle aucun des candidats n'a réuni la majorité requise au premier tour. Il faut donc organiser un second tour retenant les deux meilleurs, ou tous les qualifiés ayant franchi un certain seuil de maintien.
Plus particulièrement, on parle de ballottage favorable ou de ballottage défavorable pour décrire la situation dans laquelle se trouve un candidat à l’issue du premier tour. Elle est qualifiée de favorable s’il a obtenu une avance confortable sur le deuxième ; il aura alors de fortes chances de l’emporter au second tour,.

## Origine
Ce terme vient du mot italien « ballotta » qui signifie « petite boule ». En effet, au Moyen Âge, à Florence, des magistrats votaient en plaçant des châtaignes, qu’on appelait « ballotte », dans différents sacs en fonction de leur choix. La décision majoritaire, correspondant au sac le plus rempli, l’emportait.
D'autre part, à Venise, les patriciens utilisaient de petites boules (là aussi nommées « ballotte ») de couleurs différentes pour voter. Ils inséraient soit une boule rouge pour un vote positif, soit une boule noire pour s’exprimer défavorablement. Ce système permettait notamment de sélectionner les Grands électeurs autorisés à désigner le futur Doge de Venise,.
En France, ce terme commence à être utilisé lors de l'élection présidentielle de 1965, pour désigner la « mise en ballotage » de Charles de Gaulle par François Mitterrand.

## Dans les différentes élections

### Actuellement en France
- Dans le cadre d'un scrutin uninominal majoritaire à deux tours pour les élections présidentielles[6] ;
- Dans le cadre d'un scrutin uninominal majoritaire à deux tours  pour les élections législatives[7] ;
- Dans le cadre d'un scrutin de liste paritaire proportionnel à deux tours avec prime majoritaire pour les élections régionales[8] ;
- Dans le cadre d'un scrutin binominal mixte majoritaire à deux tours pour les élections départementales[9] ;
- Dans le cadre d'un scrutin de liste paritaire proportionnel à deux tours avec prime majoritaire pour les élections municipales[10],[11].